# Portugiesische Euromünzen
Die portugiesischen Euromünzen sind die in Portugal in Umlauf gebrachten Euromünzen der gemeinsamen europäischen Währung Euro. Am 1. Januar 1999 trat Portugal der Eurozone bei, womit die Einführung des Euros als zukünftiges Zahlungsmittel gültig wurde.

## Umlaufmünzen
Portugiesische Euromünzen haben für jede der drei Münzreihen ein eigenes Motiv. Abgebildet werden drei königliche Siegel aus den Jahren 1134, 1142 und 1144, umgeben von – die sieben Schlachten Alfons III. gegen fünf maurische Könige symbolisierend – sieben Kastellen und fünf Wappenschilden sowie dem Wort PORTUGAL und dem Prägejahr. Alle Entwürfe stammen von Vítor Manuel Fernandes dos Santos, der mit VS signiert, und sind umgeben von den – vertieft geprägten – zwölf Sternen der EU. Die Randprägung aller 2-Euro-Münzen zeigt sieben Kastelle und fünf Schilde, die auch im Wappen Portugals symbolhafte Elemente sind.
Geprägt werden die Münzen in der „Imprensa Nacional – Casa da Moeda“ in Lissabon. Das Zeichen der Münzprägestätte – INCM – ist auf den Münzen über dem ersten Wappenschild von rechts zu finden. Die Münzen, die in den Jahren 1999–2002 geprägt wurden tragen das Ausgabejahr 2002. Die ab 2003 geprägten Münzen tragen das tatsächliche Prägejahr.
Die ab 2007 neu gestaltete Vorderseite der Euromünzen (neue Europakarte) wurde in Portugal erst 2008 eingeführt. Rund 100.000 der insgesamt 5 Millionen 1-Euro-Münzen aus dem Jahre 2008 wurden noch mit der alten Europakarte auf der Vorderseite geprägt.
Die Münzen ab 2011 weisen ein geringfügig verändertes Erscheinungsbild auf der Rückseite auf. Die Sterne sind nun etwas kleiner und die Schriftzüge sowie Burgen und Wappen wurden zarter gestaltet.
| 0,01 €                      | 0,02 €                      | 0,05 €                                                                                     |
| --------------------------- | --------------------------- | ------------------------------------------------------------------------------------------ |
| 1 Cent Portugal             | 2 Cent Portugal             | 5 Cent Portugal                                                                            |
| Königliches Siegel von 1134 |                             |                                                                                            |
| 0,10 €                      | 0,20 €                      | 0,50 €                                                                                     |
| 10 Cent Portugal            | 20 Cent Portugal            | 50 Cent Portugal                                                                           |
| Königliches Siegel von 1142 |                             |                                                                                            |
| 1,00 €                      | 2,00 €                      | Rand der 2-€-Münze                                                                         |
| 1 Euro Portugal             | 2 Euro Portugal             |                                                                                            |
| Königliches Siegel von 1144 | Königliches Siegel von 1144 | Der Rand zeigt sieben Kastelle und fünf Wappenschilde, die um 90° nach links gedreht sind. |

## 2-Euro-Gedenkmünzen
| Nr. | Bild | Ausgabedatum Bildreferenz | Anlass                                                                                      | Amtsblatt Referenz | Auflage   |
| --- | ---- | ------------------------- | ------------------------------------------------------------------------------------------- | ------------------ | --------- |
| 1   |      | 26. März 2007             | 50. Jahrestag der Unterzeichnung des Vertrags von Rom Euro-13-Gemeinschaftsausgabe          | [ 4 ] [ 5 ]        | 1.550.000 |
| 2   |      | 2. Juli 2007              | Portugiesische EU-Ratspräsidentschaft                                                       | [ 7 ] [ 8 ]        | 1.300.000 |
| 3   |      | 15. September 2008        | 60. Jahrestag der Allgemeinen Erklärung der Menschenrechte                                  | [ 10 ] [ 11 ]      | 1.035.000 |
| 4   |      | 5. Januar 2009            | Zehnjähriges Bestehen der Wirtschafts- und Währungsunion (WWU) Euro-16-Gemeinschaftsausgabe | [ 13 ] [ 14 ]      | 1.285.000 |
| 5   |      | 9. Juni 2009              | Lusofonia-Spiele 2009                                                                       | [ 16 ] [ 17 ]      | 1.285.000 |
| 6   |      | 7. September 2010         | 100 Jahre Portugiesische Republik                                                           | [ 19 ] [ 20 ]      | 1.035.000 |
| 7   |      | 15. September 2011        | 500. Geburtstag Fernão Mendes Pintos                                                        | [ 22 ] [ 23 ]      | 0.520.000 |
| 8   |      | 24. Februar 2012          | 10. Jahrestag der Einführung des Euro-Bargelds Euro-17-Gemeinschaftsausgabe                 | [ 25 ] [ 26 ]      | 0.520.000 |
| 9   |      | 21. Juni 2012             | Guimarães – Kulturhauptstadt Europas 2012                                                   | [ 28 ] [ 29 ]      | 0.520.000 |
| 10  |      | 20. Juni 2013             | 250 Jahre Torre dos Clérigos in Porto                                                       | [ 31 ] [ 32 ]      | 0.525.000 |
| 11  |      | 23. April 2014            | 40. Jahrestag der Nelkenrevolution                                                          | [ 34 ] [ 35 ]      | 0.520.000 |
| 12  |      | 31. Oktober 2014          | Internationales Jahr der familienbetriebenen Landwirtschaft                                 | [ 37 ] [ 38 ]      | 0.520.000 |
| 13  |      | 25. April 2015            | 150 Jahre Portugiesisches Rotes Kreuz                                                       | [ 40 ] [ 41 ]      | 0.520.000 |
| 14  |      | 15. Juli 2015             | Erste Kontakte Portugals mit Timor vor 500 Jahren                                           | [ 43 ] [ 44 ]      | 0.520.000 |
| 15  |      | 30. November 2015         | Dreißigjähriges Bestehen der EU-Flagge Euro-19-Gemeinschaftsausgabe                         | [ 46 ] [ 47 ]      | 0.520.000 |
| 16  |      | 3. Mai 2016               | Teilnahme der Mannschaft Portugals an den Olympischen Sommerspielen Rio 2016                | [ 49 ] [ 50 ]      | 0.530.000 |
| 17  |      | 19. Juli 2016             | 50. Jahrestag der Eröffnung der Brücke des 25. April                                        | [ 52 ] [ 53 ]      | 0.520.000 |
| 18  |      | 13. Juli 2017             | 150 Jahre Polícia de Segurança Pública (PSP)                                                | [ 55 ] [ 56 ]      | 0.520.000 |
| 19  |      | 21. November 2017         | 150. Geburtstag Raul Brandãos                                                               | [ 58 ] [ 59 ]      | 0.520.000 |
| 20  |      | 22. Mai 2018              | 250 Jahre Nationale Druckerei Imprensa Nacional                                             | [ 61 ] [ 62 ]      | 0.450.500 |
| 21  |      | 25. Juli 2018             | 250 Jahre Botanischer Garten von Ajuda (Lissabon)                                           | [ 64 ] [ 65 ]      | 0.450.500 |
| 22  |      | 8. Mai 2019               | 500. Jahrestag der Weltumrundung durch Magellan                                             | [ 67 ] [ 68 ]      | 0.520.000 |
| 23  |      | 6. Juni 2019              | 600. Jahrestag der Entdeckung der Inselgruppe Madeira                                       | [ 70 ] [ 71 ]      | 0.520.000 |
| 24  |      | 1. September 2020         | 730 Jahre Universität Coimbra                                                               | [ 73 ] [ 74 ]      | 0.510.000 |
| 25  |      | 7. Oktober 2020           | 75 Jahre Vereinte Nationen                                                                  | [ 76 ] [ 77 ]      | 0.510.000 |
| 26  |      | 4. Januar 2021            | EU-Ratspräsidentschaft                                                                      | [ 79 ] [ 80 ]      | 0.510.000 |
| 27  |      | 18. Mai 2021              | Teilnahme an den Olympischen Sommerspielen 2020                                             | [ 82 ] [ 83 ]      | 0.510.000 |
| 28  |      | 30. März 2022             | 100. Jahrestag der Erstüberquerung des Südatlantiks per Flugzeug                            | [ 85 ] [ 86 ]      | 1.015.000 |
| 29  |      | 1. Juli 2022              | 35 Jahre Erasmus-Programm Euro-19-Gemeinschaftsausgabe                                      | [ 88 ] [ 89 ]      | 0.512.000 |
| 30  |      | 19. Juli 2023             | Weltjugendtag Lissabon 2023                                                                 | [ 91 ] [ 92 ]      | 1.015.000 |
| 31  |      | 15. November 2023         | Frieden                                                                                     | [ 94 ] [ 95 ]      | 0.515.000 |
| 32  |      | 22. April 2024            | 50. Jahrestag der Revolution vom 25.04.1974                                                 | [ 97 ] [ 98 ]      | 0.515.000 |
| 33  |      | 4. Juli 2024              | Teilnahme an den Olympischen Sommerspielen 2024                                             | [ 99 ] [ 100 ]     | 0.520.000 |

## Sammlermünzen
Es folgt eine Auflistung aller Sammlermünzen aus Portugal bis 2021. Die Auflagenzahlen in den diversen Quellen variieren hie und da, sodass sie eher als Richtwerte gelten sollten.

### ¼ Euro
| Thema der ¼-Euro-Münze                                                          | Ausgabedatum    | Auflage |
| ------------------------------------------------------------------------------- | --------------- | ------- |
| Material: 99,9 % Gold – Durchmesser: 14 mm – Masse: 1,56 g – Stempelglanz „FDC“ |                 |         |
| Alfons I.                                                                       | 16. Juni 2006   | 30.000  |
| Antonius von Padua                                                              | 10. Mai 2007    | 30.000  |
| Dionysius                                                                       | 30. Mai 2008    | 30.000  |
| Vasco da Gama                                                                   | April 2009      | 30.000  |
| Luís de Camões                                                                  | 2010            | 30.000  |
| António Vieira                                                                  | 20. Januar 2011 | 15.000  |
| 25 Jahre EU-Mitgliedschaft von Portugal und Spanien                             | 12. Mai 2011    | 12.000  |
| Carlos Seixas                                                                   | 2012            | 15.000  |
| Antero de Quental                                                               | 2013            | 30.000  |
| Fernando Pessoa                                                                 | 2014            | 30.000  |

### 1½ Euro
| Thema der 1½-Euro-Münze | Ausgabedatum   | Auflage      | Auflage      | Auflage         | Auflage         |
| Thema der 1½-Euro-Münze | Ausgabedatum   | Kupfernickel | Kupfernickel | 925er Silber    | 999er Gold      |
| Thema der 1½-Euro-Münze | Ausgabedatum   | Normal       | Stempelglanz | Polierte Platte | Polierte Platte |
| --- | -------------- | ------------ | ------------ | --------------- | --------------- |
| Material: 75 % Kupfer, 25 % Nickel – Durchmesser: 26,5 mm – Masse: 8 g – Normalausgabe oder Stempelglanz „FDC“ Material: 92,5 % Silber, 7,5 % Kupfer – Durchmesser: 26,5 mm – Masse: 10 g – Polierte Platte Material: 99,9 % Gold – Durchmesser: 26,5 mm – Masse: 10,37 g – Polierte Platte |                |              |              |                 |                 |
| Internationale medizinische Hilfe AMI | 27. Juni 2008  | 50.000       | 300.000      | 5.000           | –               |
| Schätze der Numismatik – Morabitino des Königs Sancho II. | September 2009 | 150.000      | –            | –               | 2.500           |
| Gegen den Hunger | 2010           | 100.000      | 100.000      | 5.000           | –               |
| Schätze der Numismatik – Halber Escudo aus Ceuta | 2020           | –            | –            | –               | 2.500           |
| Schätze der Numismatik – Ingenius von König Sebastian | 2022           | –            | –            | –               | 2.500           |

### 2,5 Euro
| Thema der 2,5-Euro-Münze | Ausgabedatum      | Auflage      | Auflage         | Auflage         |
| Thema der 2,5-Euro-Münze | Ausgabedatum      | Kupfernickel | 925er Silber    | 999er Gold      |
| Thema der 2,5-Euro-Münze | Ausgabedatum      | Normal       | Polierte Platte | Polierte Platte |
| --- | ----------------- | ------------ | --------------- | --------------- |
| Material: 75 % Kupfer, 25 % Nickel – Durchmesser: 28 mm – Masse: 10 g Material: 92,5 % Silber, 7,5 % Kupfer – Durchmesser: 28 mm – Masse: 12 g – Polierte Platte Material: 99,9 % Gold – Durchmesser: 28 mm – Masse: 15,55 g – Polierte Platte |                   |              |                 |                 |
| Olympische Sommerspiele 2008 in Peking | 8. Mai 2008       | 487.500      | 12.500          | –               |
| Fado | 5. September 2008 | 150.000      | 20.000          | –               |
| UNESCO-Welterbe: Altstadt von Porto | 15. Oktober 2008  | 150.000      | 05.000          | –               |
| UNESCO-Welterbe: Weinregion Alto Douro | 15. November 2008 | 150.000      | 05.000          | –               |
| Portugiesische Sprache | 4. Juni 2009      | 150.000      | 5.000           | 2.500           |
| UNESCO-Welterbe: Torre de Belém | Oktober 2009      | 150.000      | 15.000          | –               |
| UNESCO-Welterbe: Hieronymitenkloster Lissabon | Oktober 2009      | 150.000      | 05.000          | –               |
| Fußball-WM 2010 in Südafrika | 2010              | 120.000      | 12.500          | –               |
| Terreiro Do Paço | 2010              | 120.000      | 15.000          | 2.500           |
| Linhas de Torres | 2010              | 120.000      | 05.000          | –               |
| UNESCO-Welterbe: Côa-Tal | 2010              | 120.000      | 05.000          | –               |
| Europäische Entdecker – Capello und Ivens | 20. April 2011    | 100.000      | 13.000          | 2.000           |
| 100 Jahre Militärakademie | 24. Mai 2011      | 100.000      | 05.000          | –               |
| UNESCO-Welterbe: Weinbaukultur auf der Insel Pico | 27. Oktober 2011  | 100.000      | 05.000          | –               |
| 100 Jahre Universität Lissabon | 2011              | 100.000      | 05.000          | –               |
| Maler José Malhoa | Juli 2012         | 100.000      | 10.000          | 1.500           |
| Olympische Sommerspiele 2012 in London | Juli 2012         | 300.000      | 10.000          | 2.500           |
| UNESCO-Weltkulturerbe – Historisches Zentrum von Guimarães | 2012              | 100.000      | 03.000          | –               |
| 75 Jahre Schulschiff NRP Sagres | 2012              | 100.000      | 05.000          | –               |
| UNESCO-Weltkulturerbe – Befestigungen von Elvas | 2013              | 100.000      | 02.500          | –               |
| Portugiesische Ethnographie – Ohrringe von Viana do Castelo | 2013              | 100.000      | 02.500          | 2.500           |
| 100. Geburtstag von João Villaret | 2013              | 100.000      | 02.500          | –               |
| 15. Jahrestag der Verleihung des Nobelpreises für Literatur an José Saramago | 2013              | 100.000      | 07.500          | 2.500           |
| 100 Jahre U-Boot "Espadarte" | 2013              | 100.000      | 02.500          | –               |
| 150 Jahre Portugiesisches Rotes Kreuz | 2013              | 100.000      | 02.500          | –               |
| FIFA Fußball-Weltmeisterschaft 2014 in Brasilien | 2014              | 100.000      | 15.000          | 5.000           |
| 100 Jahre Militärluftfahrt | 2014              | 075.000      | 02.500          | –               |
| 100 Jahre Erste Gedenkmünzen Portugals (vergoldet) | 2014              | –            | 02.500          | –               |
| Portugiesische Ethnographie – Joch | 2014              | 100.000      | 02.500          | 2.000           |
| 35 Jahre Gesundheitswesen | 2014              | 050.000      | 02.500          | –               |
| UNESCO-Weltkulturerbe – Universität Coimbra | 2014              | 075.000      | 02.500          | –               |
| Europäische Komponisten – Marcos Portugal | 2014              | 100.000      | 02.500          | 2.500           |
| 70 Jahre Frieden in Europa | 2015              | 100.000      | 07.500          | 2.500           |
| UNESCO-Weltkulturerbe – Fado | 2015              | 075.000      | 02.500          | –               |
| 40 Jahre Ombudsmann – Bürgerbeauftragte | 2015              | 075.000      | 02.500          | –               |
| Team Portugal bei den Olympischen Spielen 2016 | 2015              | 150.000      | –               | –               |
| Portugiesische Ethnographie – Tagesdecken von Castelo Branco | 2015              | 100.000      | 02.500          | 2.500           |
| Klimawandel | 2015              | 100.000      | 02.500          | –               |
| UNESCO-Weltkulturerbe – Cante Alentejano | 2016              | 075.000      | 02.500          | –               |
| Portugiesische Ethnographie – Barcelos Keramik | 2016              | 075.000      | 03.000          | 2.500           |
| Münzmuseum | 2016              | 075.000      | 02.500          | –               |
| 100 Jahre Unsere Liebe Frau von Fátima | 2017              | 150.000      | 05.000          | 2.500           |
| Portugiesische Ethnographie – Masken von Trás-os-Montes | 2017              | 060.000      | 03.000          | 2.500           |
| Portugiesische Ethnographie – Getreidespeicher aus dem Nordwesten Portugals | 2018              | 060.000      | 02.500          | 2.500           |
| Schätze der Numismatik – Escudo von Saint Thomas | 2021              | –            | –               | 2.500           |
| 200 Jahre Verfassung | 2022              | 025.000      | 2.500           | –               |
| Schätze der Numismatik – 4000 Reis von König Peter II. | 2023              | –            | –               | 2.500           |
| Material: 91,6 % Gold – Durchmesser: 22 mm – Masse: 8,48 g – Polierte Platte |                   |              |                 |                 |
| FIFA Fußball-Weltmeisterschaft 2018 in Russland | 2018              | 100.000      | 15.000          | 5.000           |
| UEFA Fußball-Europameisterschaft 2021 | 2020              | 020.000      | 07.500          | 3.500           |

| Thema                                                                                  | Ausgabedatum | Auflage |
| -------------------------------------------------------------------------------------- | ------------ | ------- |
| Material: Ring: 99,9 % Silber, Kern: 99,9 % Gold – Durchmesser: 28 mm – Masse: 14,85 g |              |         |
| Team Portugal bei den Olympischen Spielen 2016                                         | 2015         | 2.500   |

### 5 Euro
| Thema der 5-Euro-Münze | Ausgabedatum                     | Auflage      | Auflage      | Auflage      | Auflage         | Auflage         | Auflage         |
| Thema der 5-Euro-Münze | Ausgabedatum                     | Kupfernickel | 500er Silber | 925er Silber | 925er Silber    | 917er Gold      | 999er Gold      |
| Thema der 5-Euro-Münze | Ausgabedatum                     | Normal       | Stempelglanz | Stempelglanz | Polierte Platte | Polierte Platte | Polierte Platte |
| --- | -------------------------------- | ------------ | ------------ | ------------ | --------------- | --------------- | --------------- |
| Material: 75 % Kupfer, 25 % Nickel – Durchmesser: 30 mm – Masse: 14 g Material: 50 % Silber, 50 % Kupfer – Durchmesser: 30 mm – Masse: 14 g Material: 92,5 % Silber, 7,5 % Kupfer – Durchmesser: 30 mm – Masse: 14 g – Stempelglanz „BNC“ oder Polierte Platte Material: 91,66 % Gold, 5 % Silber, 3,3 % Kupfer – Durchmesser: 30 mm – Masse: 17,5 g – Polierte Platte Material: 99,9 % Gold – Durchmesser: 30 mm – Masse: 15,55 g – Polierte Platte |                                  |              |              |              |                 |                 |                 |
| 150 Jahre Portugiesische Briefmarken | 2003 (Ausgabe: 16. Februar 2004) | –            | 300.000      | 20.000       | 20.000          | 10.000          | –               |
| UNESCO-Welterbe: Christuskloster in Tomar | 16. November 2004                | –            | 300.000      | –            | 10.000          | –               | –               |
| UNESCO-Welterbe: Altstadt von Évora | 16. November 2004                | –            | 300.000      | –            | 10.000          | –               | –               |
| 800. Geburtstag von Papst Johannes XXI. | 18. Oktober 2005                 | –            | 300.000      | –            | 15.000          | 07.500          | –               |
| UNESCO-Welterbe: Dominikanerkloster Batalha | 7. Dezember 2005                 | –            | 300.000      | –            | 15.000          | –               | –               |
| UNESCO-Welterbe: Altstadt Angra do Heroísmo | 7. Dezember 2005                 | –            | 300.000      | –            | 15.000          | –               | –               |
| UNESCO-Welterbe: Kloster Alcobaca | 12. Oktober 2006                 | –            | 100.000      | –            | 10.000          | –               | –               |
| UNESCO-Welterbe: Kulturlandschaft Sintra | 12. Oktober 2006                 | –            | 100.000      | –            | 10.000          | –               | –               |
| 100 Jahre Weltpfadfinderbewegung | 1. August 2007                   | –            | 150.000      | –            | 10.000          | –               | –               |
| Jahr der Chancengleichheit | 15. Oktober 2007                 | –            | 100.000      | –            | 07.500          | –               | –               |
| UNESCO-Welterbe: Lorbeerwald auf Madeira | 4. Dezember 2007                 | –            | 100.000      | –            | 07.500          | –               | –               |
| Numismatische Schätze – Regierung von König Johann II. | 2010                             | 150.000      | –            | –            | –               | –               | 2.500           |
| Europäische Königinnen – König Johann V. | 2012                             | 150.000      | –            | –            | –               | –               | 2.500           |
| Europäische Königinnen – Königin Maria II. | 2013                             | 150.000      | –            | –            | –               | –               | 2.500           |
| Europäische Königinnen – Königin Eleanor von Portugal | 2014                             | 075.000      | –            | –            | 02.500          | –               | 2.500           |
| Europäische Königinnen – Königin Isabella von Aragón von Frankreich | 2015                             | 075.000      | –            | –            | 02.500          | –               | 2.500           |
| Europäische Königinnen – Katharina von Braganza | 2016                             | 075.000      | –            | –            | 02.500          | –               | 2.500           |
| Zeitalter Europas – Der Modernismus | 2016                             | 100.000      | –            | –            | 07.500          | –               | 2.500           |
| Europäische Königinnen – Königin Barbara von Portugal | 2017                             | 060.000      | –            | –            | 02.500          | –               | 2.500           |
| Glas- und Eisenzeit | 2017                             | 060.000      | –            | –            | 07.500          | –               | 2.500           |
| Die Jugend und die Zukunft | 2017                             | 060.000      | –            | –            | 02.500          | –               | –               |
| Barock und Rokoko | 2018                             | 060.000      | –            | –            | 07.500          | –               | 2.500           |
| Gefährdete Pflanzenarten – Das Vierblättrige Kleeblatt | 2018                             | 060.000      | –            | –            | 02.500          | –               | –               |
| Bedrohte Tierarten – Iberienadler | 2018                             | 060.000      | –            | –            | 02.500          | –               | –               |
| 100 Jahre Ende des Ersten Weltkrieges | 2018                             | 060.000      | –            | –            | 02.500          | –               | –               |
| Renaissance | 2019                             | 040.000      | –            | –            | 05.000          | –               | 2.000           |
| Das Meer, gezeichnet von einem Kind | 2019                             | 040.000      | –            | –            | 02.500          | –               | –               |
| 45 Jahre Nelkenrevolution | 2019                             | 040.000      | –            | –            | 02.500          | –               | –               |
| Bedrohte Tierarten – Der Iberische Wolf | 2019                             | 040.000      | –            | –            | 02.500          | –               | –               |
| Gefährdete Pflanzenarten – Tuberaria major, eine Art der Sandröschen | 2019                             | 040.000      | –            | –            | 02.500          | –               | –               |
| Welttag der portugiesischen Sprache | 2020                             | 020.000      | –            | –            | 02.000          | –               | –               |
| Bedrohte Tierarten – Der Delfin | 2020                             | 020.000      | –            | –            | 02.000          | –               | –               |
| 500 Jahre Portugiesische Post | 2020                             | 040.000      | –            | –            | 02.000          | –               | –               |
| Gotik | 2020                             | 020.000      | –            | –            | 02.500          | –               | 1.500           |
| Bedrohte Tierarten – Das Seepferdchen | 2021                             | 025.000      | –            | –            | 02.000          | –               | –               |
| Aristides de Sousa Mendes – Niemals vergessen | 2021                             | 025.000      | –            | –            | 02.500          | –               | 1.500           |
| Dinosaurier von Portugal – Dinheirosaurus lourinhanensis | 2021                             | 025.000      | –            | –            | 02.000          | –               | –               |
| Portugal und der Orient – Die Kunst des Lacks – Portugal und Japan | 2021                             | 025.000      | –            | –            | 02.500          | –               | 2.000           |
| Das Klima | 30. März 2022                    | 030.000      | –            | –            | –               | –               | –               |
| Das Klima (mit blauem Polymerring in Mitte) | März 2022                        | –            | –            | –            | 06.000          | –               | –               |
| Das Klima (mit gelbem Polymerring in Mitte) | März 2022                        | –            | –            | –            | 06.000          | –               | –               |
| Das Klima (mit grünem Polymerring in Mitte) | März 2022                        | –            | –            | –            | 06.000          | –               | –               |
| Dinosaurier von Portugal – Lourinhanosaurus antunesi | 2022                             | 030.000      | –            | –            | 03.000          | –               | –               |
| 20 Jahre Euro | Oktober 2022                     | 030.000      | –            | –            | 03.000          | –               | –               |
| Porzellankunst – Portugal und der Orient | 2022                             | 030.000      | –            | –            | 03.000          | –               | 2.000           |
| Dinosaurier von Portugal – Miragaia longicollum | Juni 2023                        | 030.000      | –            | –            | 03.000          | –               | –               |
| Rossminze | 2023                             | 030.000      | –            | –            | 03.000          | –               | –               |
| Portugiesische Musiker – José Afonso | August 2023                      | 030.000      | –            | –            | 03.000          | –               | 2.000           |
| Mythologische Helden und Kreaturen – Das Einhorn | 19. September 2023               | 030.000      | –            | –            | 03.000          | –               | 2.000           |
| Indo-portugiesische Möbel | Oktober 2023                     | 030.000      | –            | –            | 03.000          | –               | 2.000           |
| 100 Jahre Portugiesischer Eislaufverband | April 2024                       | 030.000      | –            | –            | 03.000          | –               | –               |
| 500. Geburtstag von Luís de Camões | Mai 2024                         | 030.000      | –            | –            | 03.000          | –               | 2.000           |
| Mythologische Helden und Kreaturen – Odysseus | Juli 2024                        | 030.000      | –            | –            | 03.000          | –               | 2.000           |
| 45 Jahre Xutos & Pontapés, Rock 'n' Roll seit 1979 | 9. September 2024                | 030.000      | –            | –            | 03.000          | –               | 2.000           |
| Wissen, Bildung und Technologie | 15. November 2024                | 020.000      | –            | –            | 02.000          | –               | –               |
| 200. Geburtstag von Camilo Castelo Branco | 26. Mai 2025                     | 030.000      | –            | –            | 03.000          | –               | 1.500           |
| Simone de Oliveira | Juli 2025                        | 030.000      | –            | –            | 03.000          | –               | 1.500           |
| Material: 75 % Kupfer, 25 % Nickel – Durchmesser: 30 mm – Masse: 10 g |                                  |              |              |              |                 |                 |                 |
| Bedrohte Tierarten – Iberischer Luchs | 2016                             | 075.000      | –            | –            | 02.500          | –               | –               |
| Material: 92,5 % Silber, 7,5 % Kupfer – Durchmesser: 30 mm – Masse: 13,12 g – kreisförmig mit rundem Loch |                                  |              |              |              |                 |                 |                 |
| Kindheitsspiele – Arco e Gancheta | 2022                             | –            | –            | –            | 04.000          | –               | –               |
| Material: 99,9 % Gold – Durchmesser: 22 mm – Masse: 7,78 g |                                  |              |              |              |                 |                 |                 |
| Fußball-Europameisterschaft 2024 | Juni 2024                        | 025.000      | –            | –            | 04.000          | –               | 2.000           |

### 7,5 Euro
| Thema der 7,5-Euro-Münze | Ausgabedatum      | Auflage      | Auflage      | Auflage         | Auflage         |
| Thema der 7,5-Euro-Münze | Ausgabedatum      | Kupfernickel | 500er Silber | 925er Silber    | 999er Gold      |
| Thema der 7,5-Euro-Münze | Ausgabedatum      | Normal       | Normal       | Polierte Platte | Polierte Platte |
| --- | ----------------- | ------------ | ------------ | --------------- | --------------- |
| Material: 75 % Kupfer, 25 % Nickel – Durchmesser: 33 mm – Masse: 18,5 g Material: 50 % Silber, 50 % Kupfer – Durchmesser: 33 mm – Masse: 13,5 g Material: 92,5 % Silber, 7,5 % Kupfer – Durchmesser: 33 mm – Masse: 13,5 g Material: 99,9 % Gold – Durchmesser: 33 mm – Masse: 23,33 g – Polierte Platte |                   |              |              |                 |                 |
| Schätze der Numismatik – König Manuel I. | 17. November 2011 | 100.000      | –            | –               | 1.500           |
| Ibero-Amerika – Kulturelle Wurzeln – Viriathus – König der Lusitaner | 2015              | 075.000      | –            | 5.000           | –               |
| Sport-Idole – Eusébio | 2016              | –            | 100.000      | 5.000           | 2.500           |
| Sport-Idole – Carlos Lopes | 2017              | –            | 065.000      | 3.500           | 2.500           |
| Ibero-Amerika – Wunder der Natur – Madeira | 2017              | –            | 060.000      | 5.000           | –               |
| Portugiesische Architektur – Álvaro Siza Vieira | 2017              | –            | 060.000      | 2.500           | –               |
| Sport-Idole – Rosa Mota | 2018              | –            | 100.000      | 2.500           | 2.500           |
| Portugiesische Architektur – Eduardo Souto de Moura | 2018              | –            | 060.000      | 2.500           | –               |
| 500 Jahre Weltumsegelung durch Magellan – Die Abfahrt 1519 | 2019              | –            | 040.000      | 2.500           | 2.000           |
| Sport-Idole – Joaquim Agostinho | 2019              | –            | 040.000      | 2.500           | 2.000           |
| Portugiesische Architektur – João Luís Carrilho da Graça | 2019              | –            | 040.000      | 2.500           | –               |
| Ibero-Amerika – Historische Eisenbahnen – Douro-Linie | 2020              | –            | 020.000      | 4.500           | –               |
| 500 Jahre Weltumsegelung durch Magellan – Entdeckung der Magellanstraße 1520 | 2020              | –            | 050.000      | 2.500           | 2.000           |
| Portugiesische Architektur – Gonçalo Byrne | 2020              | –            | 020.000      | 2.000           | –               |
| 500 Jahre Weltumsegelung durch Magellan – Tod in Mactan 1521 | 2021              | –            | 050.000      | 2.500           | 2.000           |
| 100. Geburtstag von José Saramago – Erde und Himmel | 6. Februar 2022   | –            | 030.000      | 3.000           | 2.000           |
| 500 Jahre Weltumsegelung durch Magellan – Abschluss 1522 | 5. Mai 2022       | –            | 050.000      | 2.500           | 2.000           |
| 111 Jahre ISEG | 2022              | –            | 030.000      | 2.889           | –               |
| 125 Jahre Aquarium Vasco da Gama | Juni 2023         | 050.000      | –            | 2.500           | –               |
| Schätze der Numismatik – 24 Escudos – Johann V. | 20. Februar 2024  | –            | –            | –               | 2.500           |
| Ibero-Amerika – Hauptstädte – Lissabon | 2024              | 025.000      | –            | 5.000           | –               |
| 900 Jahre Stadtrecht von Ponte de Lima | 15. März 2025     | 030.000      | –            | 3.000           | 1.500           |

### 8 Euro
| Thema der 8-Euro-Münze | Ausgabedatum     | Auflage      | Auflage      | Auflage         | Auflage         |
| Thema der 8-Euro-Münze | Ausgabedatum     | 500er Silber | 925er Silber | 925er Silber    | 917er Gold      |
| Thema der 8-Euro-Münze | Ausgabedatum     | Normal       | Stempelglanz | Polierte Platte | Polierte Platte |
| --- | ---------------- | ------------ | ------------ | --------------- | --------------- |
| Material: 50 % Silber, 50 % Kupfer – Durchmesser: 36 mm – Masse: 21,1 g Material: 92,5 % Silber, 7,5 % Kupfer – Durchmesser: 36 mm – Masse: 31,1 g – Stempelglanz „BNC“ oder Polierte Platte Material: 91,66 % Gold, 5 % Silber, 3,3 % Kupfer – Durchmesser: 36 mm – Masse: 31,1 g – Polierte Platte |                  |              |              |                 |                 |
| Fußball-EM – Herzen (Leidenschaft) | November 2003    | 1.500.000    | 30.000       | 15.000          | 10.000          |
| Fußball-EM – Wimpel (Jubel) | November 2003    | 1.500.000    | 30.000       | 15.000          | 10.000          |
| Fußball-EM – Fair Play | November 2003    | 1.500.000    | 30.000       | 15.000          | 10.000          |
| Fußball-EM – Torwart | Mai 2004         | 1.500.000    | 30.000       | 15.000          | 10.000          |
| Fußball-EM – Spieler (Der Torschuss) | Mai 2004         | 1.500.000    | 30.000       | 15.000          | 10.000          |
| Fußball-EM – Dynamik (Das Tor) | Mai 2004         | 1.500.000    | 30.000       | 15.000          | 10.000          |
| EU-Erweiterung | Juni 2004        | 0.300.000    | –            | 35.000          | –               |
| 60 Jahre Ende des Zweiten Weltkriegs | August 2005      | 0.300.000    | –            | 35.000          | –               |
| Heinrich der Seefahrer | 1. Juli 2006     | 0.100.000    | –            | 35.000          | –               |
| 150 Jahre Eisenbahn in Portugal | 8. November 2006 | 0.100.000    | –            | 10.000          | –               |
| Luftschiff Passarola | 15. Mai 2007     | 0.100.000    | –            | 25.000          | –               |

### 10 Euro
| Thema der 10-Euro-Münze | Ausgabedatum     | Auflage      | Auflage      | Auflage         | Auflage         |
| Thema der 10-Euro-Münze | Ausgabedatum     | Kupfernickel | 500er Silber | 925er Silber    | 999er Silber    |
| Thema der 10-Euro-Münze | Ausgabedatum     | Normal       | Normal       | Polierte Platte | Polierte Platte |
| --- | ---------------- | ------------ | ------------ | --------------- | --------------- |
| Material: 75 % Kupfer, 25 % Nickel – Durchmesser: 40 mm – Masse: 27 g Material: 50 % Silber, 50 % Kupfer – Durchmesser: 40 mm – Masse: 27 g Material: 92,5 % Silber, 7,5 % Kupfer – Durchmesser: 40 mm – Masse: 27 g – Polierte Platte Material: 99,9 % Silber – Durchmesser: 100 mm – Masse: 1000 g – Polierte Platte |                  |              |              |                 |                 |
| Ibero-Amerika – Schifffahrt | 29. Juli 2003    | –            | 350.000      | 20.000          | –               |
| Olympische Sommerspiele 2004 in Athen | Juli 2004        | –            | 350.000      | 15.000          | –               |
| Ibero-Amerika – Architektur | August 2005      | –            | 300.000      | 20.000          | –               |
| 20 Jahre EU-Mitgliedschaft | 26. Januar 2006  | –            | 250.000      | 20.000          | –               |
| Fußball-WM 2006 in Deutschland | 26. Januar 2006  | –            | 250.000      | 25.000          | –               |
| Segelweltmeisterschaft in Cascais | 25. Juni 2007    | –            | 150.000      | 07.500          | –               |
| Ibero-Amerika – Olympischer Sport | 15. Oktober 2007 | –            | 100.000      | 17.500          | –               |
| Escudo-Münze | November 2010    | –            | 100.000      | 12.000          | –               |
| 25 Jahre EU-Mitgliedschaft von Portugal und Spanien | 12. Mai 2011     | 100.000      | –            | 06.000          | –               |
| 20 Jahre Ibero-Amerikanische Serie | 2012             | 100.000      | –            | 10.000          | –               |
| Portugiesische Gastronomie – Die Sardinen | 2020             | –            | –            | 04.000          | –               |
| Zeitgenössische Urbane Kunst – Vhils | 2021             | –            | –            | 04.000          | –               |
| Zeitgenössische Urbane Kunst – Akacorleone | 2022             | –            | –            | 04.000          | –               |
| Zeitgenössische Urbane Kunst – Bordalo II (Fabmünze) | 2023             | –            | –            | 04.000 (19,3 g) | –               |
| Digitale Welt | 2023             | –            | –            | 04.000          | –               |
| 50. Jahrestag der Nelkenrevolution am 25. April | 25. April 2024   | –            | –            | 03.950          | 50              |
| 50 Jahre freie Wahlen | 20. April 2025   | –            | –            | 04.000          | –               |